# Berlinale 1961

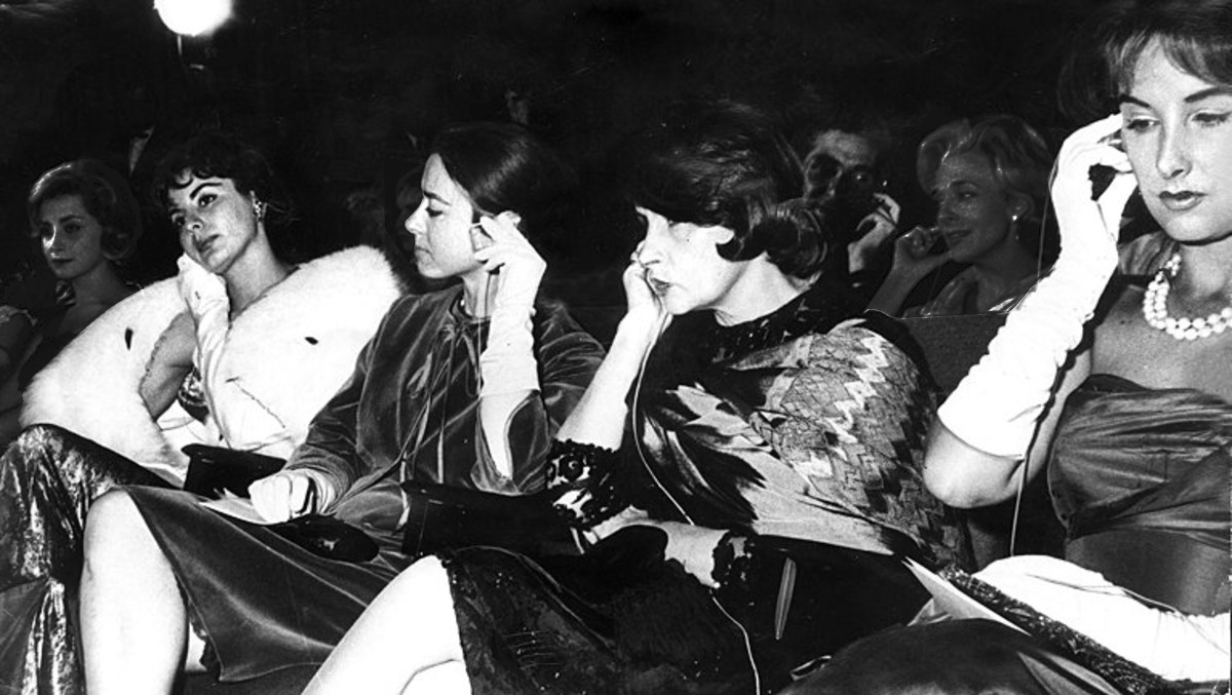
Isabel Sarli, Olga Zubarry, Tita Merello et Mirtha Legrand durant la Berninale 1961

La Berlinale 1961 est la 11e édition festival du film de Berlin. Elle s'est déroulée du 23 juin 1961 au 4 juillet 1961.

## Jury
- James Quinn (en) (président du jury)
- France Roche
- Marc Turfkruyer
- Satyajit Ray
- Gian Luigi Rondi
- Hirosugu Ozaki
- Nicholas Ray
- Falk Harnack
- Hans Schaarwächter

## Palmarès
- Ours d'or : La Nuit de Michelangelo Antonioni
- Ours d'argent du meilleur acteur : Peter Finch pour Pas d'amour pour Johnny de Ralph Thomas
- Ours d'argent de la meilleure actrice : Anna Karina pour Une femme est une femme de Jean-Luc Godard
- Ours d'argent du meilleur réalisateur : Bernhard Wicki pour Le Miracle du père Malachias
- Ours d'argent extraordinaire : Jean-Luc Godard pour Une femme est une femme